# Rue du Pied de Grue
Pour plus de détails, voir Fiche technique et Distribution.
Rue du Pied de Grue est un film réalisé par Jean-Jacques Grand-Jouan et sorti en 1979.

## Synopsis
À l'âge de 27 ans, Albert, dit Mozart, se voit contraint par un père alcoolique de prendre des cours de solfège.

Consciencieusement, Mozart essaie d'apprendre les gammes, mais les espérances éveillées chez le père par les vapeurs de l'alcool sont loin d'être tenues. Le père s'entête. Le professeur de musique disparaît mystérieusement.

Un autre le remplace. La police enquête... Le père et " tonton " passent leurs soirées au bistrot à jouer au billard, à moins qu'ils ne fassent un petit détour par chez Lulu, la prostituée au grand cœur, avant de rentrer retrouver la petite famille : Même et Louisa, la nouvelle jeune mariée qui dirige tant bien que mal cette maisonnée.

## Fiche technique
- Titre : Rue du Pied de Grue
- Réalisation : Jean-Jacques Grand-Jouan
- Scénario : Giorgio Bontempi, Philippe Dumarçay et Jean-Jacques Grand-Jouan
- Photographie : Jean-François Robin
- Son : Alix Comte
- Musique : André Georget
- Pays de production :  Belgique /  France
- Procédé image : Couleur
- Année : 1979
- Genre : Comédie dramatique
- Durée : 100 minutes
- Date de sortie : 
  - France : 7 novembre 1979

## Distribution
- Philippe Noiret : le père
- Pascale Audret : Lulu
- Jacques Chailleux : Albert, dit Mozart
- Jacques Dufilho : le commissaire
- Jean Dasté : Tonton
- Hubert Deschamps : Rachafort
- Mario Monicelli : Touchatout
- László Szabó : inspecteur Paluche
- Henri Serre : Jérôme